# Tchécoslovaque
Le tchécoslovaque (en tchèque českoslovenština), ou la langue tchécoslovaque (jazyk československý), est un concept sociolinguistique, une construction politique utilisée en Tchécoslovaquie de 1920 à 1938 pour définir la langue officielle du pays, qui a proclamé son indépendance en tant que république de deux nations, les Tchèques et les Slovaques.

## Législation linguistique en Tchécoslovaquie pendant la Première République
Le 29 février 1920, l'Assemblée nationale a adopté la constitution tchécoslovaque et, le même jour, un ensemble de lois constitutionnelles. La Loi sur la langue (Jazykový zákon) 122/1920 Sb.  z. a n., sur la base de l'article 129 de la Charte constitutionnelle (en tchèque : Ústavní listina Československé republiky), a défini les principes de régulation de la langue, où le §  1 statuait que « la langue tchécoslovaque est la langue de l'État, la langue officielle de la république » (« jazyk československý jest státním, oficielním jazykem republiky »).
En pratique, dans les documents internationaux, ce rôle était joué par la langue tchèque. Pendant ce temps, la Constitution de 1920 et ses lois dérivées ont permis l'usage des langues minoritaires à condition qu'elles soient parlées par au moins 20 % de la population de certaines zones.
Officiellement, la constitution de 1920 a été remplacée le 9 mai 1948 par la Constitution du Neuf Mai, où le concept de langue officielle a été omis.

## Histoire
La « Société tchécoslave » créée en 1829 par des étudiants du lycée luthérien de Bratislava, également appelée la « Société pour la langue et la littérature tchécoslovaques », est devenu une importante entité dans le mouvement national slovaque.
En 1836, Ľudovít Štúr, le leader de la renaissance nationale slovaque au XIXe siècle, a écrit une lettre à l'important historien tchèque František Palacký. Indiquant que la langue tchèque utilisée par les protestants en Haute-Hongrie était devenu incompréhensible pour le commun des mortels slovaques, Štúr proposa de créer une langue tchécoslovaque unifiée, à condition que les Tchèques soient disposés à utiliser certains mots slovaques, tout comme les Slovaques accepteraient officiellement certains mots tchèques.
Cependant, dans la première moitié du XXe siècle, le concept radical de « tchécoslovaquisme » mit en avant la langue tchèque comme la norme littéraire, tandis que la langue slovaque fut considérée comme un dialecte local, comme la langue morave. Le concept de tchécoslovaquisme était nécessaire pour justifier la création de la Tchécoslovaquie au monde, sans quoi la majorité statistique des Tchèques face aux Allemands eût été faible.

## Sources
- Václav Dědina, Československá vlastivěda, vol. 5, Prague, Sfinx, 1936 (lire en ligne), p. 164
- Ján Gronský, Komentované dokumenty k ústavním dějinám Československa, Prague, Univerzita Karlova, 2005 (lire en ligne), p. 107